# Gilberto Simoni
Gilberto Simoni (Palù di Giovo, província de Trento, 25 d'agost de 1971) és un exciclista italià, professional entre el 1994 i el 2010, que va guanyar dues edicions del Giro d'Itàlia i etapes en les tres grans voltes.

## Biografia
Com a amateur les seves victòries més destacades foren el Baby Giro i el campionat nacional en ruta de 1993.
El 1998, després d'un any amb mals resultats, es retirà temporalment del ciclisme per dedicar-se a treballa com a mecànic de bicicletes. Amb tot, l'any següent reprendria la seva carrera professional, finalitzant el tercer del Giro d'Itàlia, posició que repetiria l'any següent, a banda de guanyar una etapa a la Volta a Espanya. El 2001 guanyà el seu primer Giro d'Itàlia.
El 2002 fou desqualificat del Giro per haver donat positiu en un control antidopatge per traces de cocaïna, tot i que més tard es provaria la seva innocència.
El 2003 tornaria a guanyar el Giro, així com tres victòries d'etapa i una etapa al Tour de França. Al Giro ha tornat a pujar al podi en les edicions de 2004, tercer; 2005, segon; i 2006, tercer.

## Palmarès
- 1989
  - 1r al Giro de la Lunigiana
- 1991
  - 1r al Trofeu Alcide Degasperi
  - 1r al Giro del Friuli Venezia Giulia
  - 1r a la Bassano-Monte Grappa
- 1992
  - 1r al Giro de la vall d'Aosta
  - 1r al Giro del Medio Brenta
- 1993
  -  Campió d'Itàlia amateur
  - 1r al Baby Giro
  - 1r al Giro del Friuli Venezia Giulia
- 1997
  - Vencedor d'una etapa del Giro del Trentino
- 1999
  - Vencedor d'una etapa de la Volta a Suïssa
- 2000
  - 1r al Giro de l'Emília
  - Vencedor d'una etapa del Giro d'Itàlia
  - Vencedor d'una etapa de la Volta a Espanya
- 2001
  -  1r al Giro d'Itàlia i vencedor d'una etapa
  - 1r a la Japan Cup
  - Vencedor d'una etapa del Tour de Romandia
- 2002
  - Vencedor d'una etapa del Giro d'Itàlia
- 2003
  -  1r al Giro d'Itàlia, vencedor de 3 etapes i  1r de la Classificació per punts
  - 1r al Giro del Trentino i vencedor d'una etapa
  - 1r al Giro dels Apenins
  - Vencedor d'una etapa del Tour de França
- 2004
  - 1r al Giro del Vèneto
  - Vencedor d'una etapa del Giro d'Itàlia
- 2005
  - 1r al Giro dels Apenins
  - 1r al Giro de l'Emília
  - 1r al Memorial Marco Pantani
  - Vencedor d'una etapa de la París-Niça
- 2007
  - Vencedor d'una etapa del Giro d'Itàlia
- 2009
  - Vencedor d'una etapa de la Volta a Mèxic

### Resultats al Giro d'Itàlia
- 1995. Abandona
- 1997. Abandona
- 1998. 58è de la classificació general
- 1999. 3r de la classificació general
- 2000. 3r de la classificació general. Vencedor d'una etapa
- 2001.  1r de la classificació general. Vencedor d'una etapa
- 2002. Exclòs de la cursa. Vencedor d'una etapa
- 2003.  1r de la classificació general. Vencedor de 3 etapes.  1r de la Classificació per punts
- 2004. 3r de la classificació general. Vencedor d'una etapa. Porta la maglia rosa durant 4 etapes
- 2005. 2n de la classificació general
- 2006. 3r de la classificació general
- 2007. 4t de la classificació general. Vencedor d'una etapa
- 2008. 10è de la classificació general
- 2009. 24è de la classificació general

### Resultats al Tour de França
- 1995. Abandona (13a etapa)
- 1997. 116è de la classificació general
- 2003. 84è de la classificació general. Vencedor d'una etapa
- 2004. 17è de la classificació general
- 2006. 60è de la classificació general

### Resultats a la Volta a Espanya
- 1998. 19è de la classificació general
- 2000. 29è de la classificació general. Vencedor d'una etapa
- 2001. 36è de la classificació general. Vencedor d'una etapa
- 2002. 10è de la classificació general
- 2005. 50è de la classificació general